# L-Stellung

Grafische Darstellung der L-Stellung

Die L-Stellung ist eine Taktik der Polizei und des Militärs und dient der Eigensicherung durch eine bestimmte Positionierung von zwei Polizeibeamten oder Soldaten während einer Personenkontrolle. Hierbei folgt eine Aufgabenverteilung zwischen Sicherer  und Kontrollierenden, dies wird zuvor abgesprochen.
Aus der Vogelperspektive gesehen bildet sich eine Form wie der Buchstabe L, wobei das Gegenüber in der Ecke steht, der Sicherer am Ende des senkrechten Teils des L und der einschreitende Beamte am Ende des kurzen Teils. Somit steht der Sicherer weiter weg als der Kontrollierende, und beide Beamten stehen im rechten Winkel. Der Sicherer steht also etwa doppelt so weit weg vom Gegenüber als der Kontrollierende. Letztgenannter steht der zu kontrollierenden Person gegenüber, jedoch nicht frontal (sondern nur mit einer Körperseite, und zwar mit der Seite, an der sich die Waffe nicht befindet). Der Bereich zwischen Sicherer und Gegenüber ist freizuhalten, damit dieser seine Funktion vollständig wahrnehmen kann und keine Gefahr für Personen entsteht, die sich sonst in der Schusslinie aufhalten würden.
Modernere Methoden haben nicht nur eine L-Form bei der Kontrolle, sondern einen stumpfen Winkel, damit das Gegenüber nicht sehen kann, was der Sicherer tut. Der Sicherer sollte gerade eine Armlänge vom Gegenüber entfernt sein, möglichst jedoch weiter weg, um bei Angriffen noch eine Reaktionszeit zu haben. Ferner kann der Sicherer auch auf die Seite des Gegenübers schauen, die der Einschreitende nicht sehen kann (Waffen, versteckte Gegenstände). Dadurch wird aber die Kommunikation behindert, da sich die Kontrollierte Person ständig nach dem zweiten umdreht. Ein spitzer Winkel hingegen gibt dem Kontrollierten die Sicherheit "niemanden im Rücken" zu haben.